# 文化庁映画賞
文化庁映画賞（ぶんかちょうえいがしょう）は、文化庁が主宰して、2003年度から、優れた文化記録映画作品（文化記録映画部門）および永年にわたり日本映画を支えてきた人物（映画功労部門）に対する顕彰を行う賞。同庁は複数の顕彰制度を芸術選奨に集約する方針で、映画賞としての贈呈は2022年度が最後となる。

## 文化記録映画部門

### 文化記録映画大賞
- 2003年度 - 『こんばんは』有限会社イメージ・サテライト
- 2004年度 - 『海女のリャンさん』株式会社桜映画社
- 2005年度 - 『わたしの季節』有限会社協映、社会福祉法人びわこ学園
- 2006年度 - 『今、有明海は消えゆく漁撈習俗の記録』株式会社イワプロ
- 2007年度 - 『ひめゆり』有限会社プロダクション・エイシア、財団法人沖縄県女師・一高女ひめゆり同窓会
- 2008年度 - 『緑の海平線～台湾少年工の物語～』藤田修平
- 2009年度 - 『嗚呼満蒙開拓団』株式会社自由工房
- 2010年度 - 『ただいまそれぞれの居場所』有限会社大宮映像製作所
- 2011年度 - 『ショージとタカオ』井手洋子
- 2012年度 - 『隣る人』アジアプレス・インターナショナル
- 2013年度 - 『先祖になる』有限会社蓮ユニバース
- 2014年度 - 『ある精肉店のはなし』株式会社やしほ映画社、有限会社ポレポレタイムス社
- 2015年度 - 該当なし
- 2016年度 - 『氷の花火 山口小夜子』 「氷の花火 山口小夜子」製作委員会
- 2017年度 - 『五島のトラさん』 テレビ長崎
- 2018年度 - 『まぶいぐみ〜ニューカレドニア引き裂かれた移民史〜』 シネマ沖縄
- 2019年度 - 『ぼけますから、よろしくお願いします。』 株式会社ネツゲン、株式会社フジテレビジョン、関西テレビ放送株式会社
- 2020年度 - 『プリズン・サークル』 out of frame
- 2021年度 - 該当なし
- 2022年度 - 『私だけ聴こえる』テムジン、リトルネロフィルムズ[2]

### 文化記録映画優秀賞
- 2003年度	
  - 『ヒバクシャ-世界の終わりに』株式会社グループ現代
  - 『掘るまいか 手掘り中山隧道の記録』有限会社フィールドワークスプロジェクト
- 2004年度
  - 『トントンギコギコ図工の時間』「トントンギコギコ図工の時間」製作上映委員会、有限会社海/有限会社野中真理子事務所、有限会社ヒポコミュニケーションズ
  - 『山中常盤牛若丸と常盤御前 母と子の物語』株式会社自由工房
- 2005年度
  - 『心の杖として鏡として』心の杖として鏡として製作委員会、株式会社プロダクション135、株式会社ワールド映画
  - 『平成職人の挑戦 平成プロジェクト』有限会社山下ゆり/有限会社花組、株式会社ワールド映画、株式会社スリー・アローズ・エンターテイメント
- 2006年度
  - 『いのち耕す人々』株式会社桜映画社
  - 『ヨコハマメリー』ナインエンタテインメント株式会社 人人フィルム
- 2007年度
  - 『有明海に生きて 100人に聞く、海と漁の歴史と証言』株式会社イワプロ
  - 『プライド in ブルー』株式会社バイオタイド/株式会社パンドラ
- 2008年度
  - 『オオカミの護符 -里びとと山びとのあわいに-』	株式会社ささらプロダクション
  - 『十歳のきみへいのちの授業』U.N.Limited
- 2009年度	
  - 『風のかたち -小児がんと仲間たちの10年−』いせFILM
  - 『平成熊あらし～異常出没を追う～』株式会社群像舎
- 2010年度
  - 『こつなぎ山を巡る百年物語』株式会社周
  - 『月あかりの下で～ある定時制高校の記憶～』株式会社グループ現代
- 2011年度
  - 『里湖八郎潟物語』株式会社群像舎
  - 『夢と憂鬱～吉野馨治と岩波映画～』記録映画「夢と憂鬱-吉野馨治と岩波映画」製作委員会
- 2012年度
  - 『医いやす者として～映像と証言で綴る農村医療の戦後史～』株式会社グループ現代
  - 『沈黙の春を生きて』坂田雅子、株式会社シグロ
- 2013年度
  - 『異国に生きる日本の中のビルマ人』土井敏邦
  - 『福島生きものの記録シリーズ1～被曝～』株式会社群像舎
- 2014年度
  - 『鬼来迎−鬼と仏が生きる里−』株式会社桜映画社
  - 『鳥の道を越えて』工房ギャレット
- 2015年度
  - 『「生命の誕生」～絶滅危惧種日本メダカの発生～』映像計画研究所
  - 『抱擁』株式会社スーパーサウルス
  - 『未来をなぞる写真家・畠山直哉』豊岡劇場/SIB合同会社
- 2016年度
  - 『さとにきたらええやん』 ノンデライコ
  - 『ふたりの桃源郷』 山口放送
- 2017年度
  - 『人生フルーツ』 東海テレビ放送
  - 『まなぶ 通信制中学 60年の空白を越えて』 グループ現代
- 2018年度
  - 『米軍が最も恐れた男 その名は、カメジロー』 TBSテレビ
  - 『Ryuichi Sakamoto: CODA』 SKMTDOC, LLC
- 2019年度
  - 『沖縄スパイ戦史』 「沖縄スパイ戦史」製作委員会、三上智恵
  - 『福島は語る』 土井敏邦
- 2020年度
  - 『えんとこの歌寝たきり歌人・遠藤滋』 いせフィルム
  - 『蟹の惑星』 村上浩康
- 2021年度
  - 『きこえなかったあの日』 今村彩子
  - 『二重のまち/交代地のうたを編む』 小森はるか＋瀬尾夏美
  - 『夜明け前のうた 消された沖縄の障害者』 原義和
- 2022年度[2]
  - 『うむい獅子 -仲宗根正廣の獅子づくり-』 海燕社
  - 『カナルタ 螺旋状の夢』 太田光海

## 映画功労部門
- 2003年度
  - 宇津木一郎 - 映画美術・大道具
  - 軽部進 - 撮影効果・特機
  - 永田稔 - 映画上映・普及
- 2004年度
  - 相見為幸 - 技髪
  - 宇野龍之介 - 書、画（日本画）
  - 金子正且 - 映画プロデュース・映画普及
  - 白井佳夫 - 映画評論・映画普及
  - 白鳥あかね - スクリプト・映画普及
  - 鈴木晄 - 映画編集
  - 橋本文雄 - 録音
  - 花安静香 - 映画宣伝
  - 福島宥行 - タイミング
  - 三縄一郎 - 音響効果
- 2005年度
  - 小川信夫 - 映画編集
  - 河崎義祐 - 映画監督・映画普及
  - 島倉二千六 - 映画背景
  - 中岡源権 - 映画照明
  - 中山義廣 - 映画録音技術
  - 野上照代 - スクリプト
  - 萩原泉 - 映画撮影・映画普及
  - 森川和代 - 中国映画研究・翻訳
- 2006年度
  - 石井茂 - 映画録音
  - 桂千穂 - シナリオ・人材育成
  - 谷口登司夫 - 映画編集
  - 西田忠男 - 映画装飾
  - 矢島信男 - 特撮
- 2007年度
  - 岡安肇 - 映画編集
  - 黒澤満 - 映画製作
  - 鍋島惇 - 映画編集
  - 安本東済 - 映画機材
  - 山田宏一 - 映画評論
- 2008年度
  - 井上章 - 映画美術
  - 岩木保夫 - 映画照明
  - 長田千鶴子 - 映画編集
  - 佐々木志郎 - 映画企画
  - 萩原憲治 - 映画撮影
- 2009年度
  - 大橋鉄矢 - 映画録音
  - 窪田治 - 映画装飾
  - 久米光男 - 映画照明
  - 園井弘一 - 映画編集
  - 中澤敏明 - 映画プロデュース
  - 原一民 - 映画撮影
  - 福田慶治 - 映画振興
- 2010年度
  - 井上治 - 映画編集
  - 笹川ひろし - アニメーション監督
  - 杉井ギサブロー - アニメーション監督
  - 築地米三郎 - 特撮
  - 橋本泰夫 - 映画録音
  - 松下潔 - 映画美術・背景
  - 渡辺生 - 映画照明
- 2011年度
  - 岡安和子 - フィルムネガ編集
  - 金田正 - スチール
  - 兼松熈太郎 - 映画撮影監督
  - 小林七郎 - アニメーション美術
  - 笹竹利行 - 映画美術文字デザイン
  - 髙嶋利雄 - 映画照明
- 2012年度
  - 赤松陽造 - 映画タイトルデザイン
  - 明田川進 - 音響監督
  - 井関惺 - 映画製作
  - 佐々木英世 - 音響効果
  - 芝山努 - アニメーション監督
  - 林隆 - 映画美術監督
- 2013年度
  - 粟木原毅 - 映画照明
  - 池端松夫 - 映画美術・塗装
  - 今村治子 - スクリプター
  - 鵜飼邦彦 - 映画・テレビ編集
  - 澤登翠 - 活動写真弁士
  - 斯波重治 - 音響監督
  - 杉野昭夫 - キャラクターデザイン・作画監督
  - 須佐見成 - タイミング
  - 本田孜 - 映画録音
- 2014年度
  - 生賴範義 - 映画ビジュアル制作
  - 酒匂正弘 - 映画照明
  - 佐藤富士男 - 映画録音
  - 仙元誠三 - 映画撮影監督
  - 半藤克美 - アニメーション美術
  - 松田孝 - 衣装
  - 宮澤誠一 - 映画編集・演出
- 2015年度 
  - 飯塚定雄 - 光学合成
  - 上田正治 - 映画撮影監督
  - 大橋富代 - 映像編集
  - 島田忠昭 - 映画照明
  - 白井久男 - アニメーション撮影
  - 林基継 - 録音・整音
  - 松本正道 - 映画上映・普及
  - 吉田晴美 - 映像美術・大道具
- 2016年度 
  - 安藤清人 - 映像照明
  - 上野昻志 - 映画評論
  - 内田健二 - アニメーション製作
  - 奥原好幸 - 映画編集
  - 櫻井勉 -映画製作
  - 多良政司 - 映画録音技術
  - 中野稔 - 特撮・映像視覚効果
  - 森卓也 - アニメーション映画評論
  - 森田清次 - アニメーション編集
- 2017年度 
  - 浅沼圭司 - 映画学・美学
  - 上松盛明 - 特殊造形美術・操演技師
  - 江川悦子 - 特殊メイク・特殊造形
  - かわなかのぶひろ - 実験映画
  - 鈴木美康 - タイミング
  - 高橋宏固 - アニメーション撮影監督
  - 田辺信道 - 映画録音
  - 中本哲 - 和楽監修
  - 根岸誠 - テクニカルコーディネーター
  - 古川雅士 - アニメーション編集
  - 森村幸子 スクリプター
  - 矢部一男 - 映画照明
- 2018年度 
  - 佐藤政義 - 映像美術・装置
  - 瀬川徹夫 - 映画録音技師
  - 瀬山武司 - アニメーション編集
  - 牧野守 - 日本映画史研究
  - 丸池納 - 映画撮影
  - 山本逸美 - 整音・選曲
- 2019年度 
  - 淺香時夫 - 科学映画（生物試料作成・脚本・演出）
  - 牛場賢二 - 映画照明
  - 倉橋静男 - 音響効果
  - 佐々木史郎 - 映画プロデュース
  - 林淳一郎 - 撮影監督
  - 日野重朗 - 美術装飾・造園
  - 渡辺宙明 - 映画音楽
- 2020年度 
  - 浦田和治 - 映画録音
  - 岡田裕 - 映画プロデュース
  - 御所園久利 - 映画美術・装置
  - 小山明子 - アニメーション色彩設計
  - 佐川和夫 - 特撮監督
  - 村越義人 - 映画機材
  - 柳島克己 - 撮影監督
  - 山崎裕 - 撮影監督・演出
- 2021年度
  - 小野寺桂子 - 映画編集
  - 佐々木原保志 - 撮影監督
  - 鈴村髙正 - 映画美術
  - 千蔵豊 - アニメーション編集
  - 星一郎 - 映画録音
  - 村瀬継蔵 - 特殊美術造形
- 2022年度[2]
  - 笠松則通 - 撮影監督
  - 田村實 - 立体アニメーション撮影
  - 坪井一春 - 組付大道具
  - 弦巻裕 - 映画録音
  - 安井喜雄 - フィルムアーカイブ
  - 安彦良和 - アニメーター、キャラクターデザイン